# Strontianit
Strontianit är ett strontiumkarbonatmineral med vit, gulaktig eller grönaktig färg. Det är ett ovanligt karbonatmineral, ett av endast få strontiummineral och ingår i aragonitgruppen.

## Egenskaper
Den ideala formen är rent strontiumkarbonat, SrCO3 men kalcium kan ingå med upp till 27 %  av strontiuminnehållet och med barium upp till 3,3 %.
Strontianit uppträder i ett flertal olika yttre former vanligen med rombiska kristaller, medan kalciumrika varianter visar pyramidformade kristaller. Kristallformen kan vara pseudohexagonal beroende på utvecklingen av olika varianter.
Upphettad i låga smälter[källa behövs] strontianiten i kanterna och färgar lågan purpurröd. Den kan lätt lösas i utspädd saltsyra.
Strontianit fluorescerar nästan alltid i ultraviolett ljus.

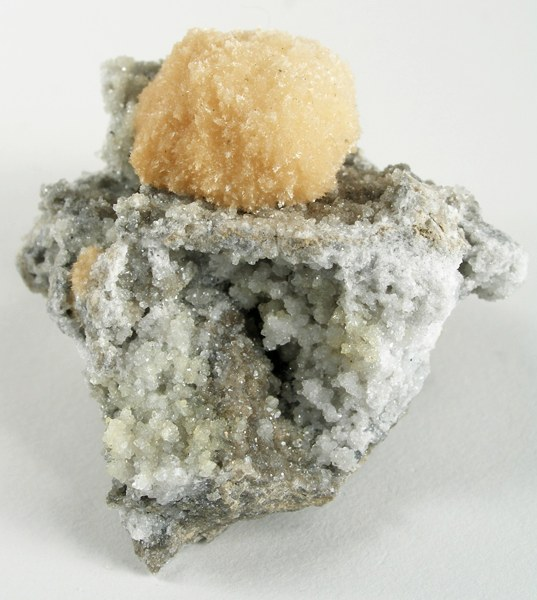
Ljusgul strontianit på vit kalcit och fluorit

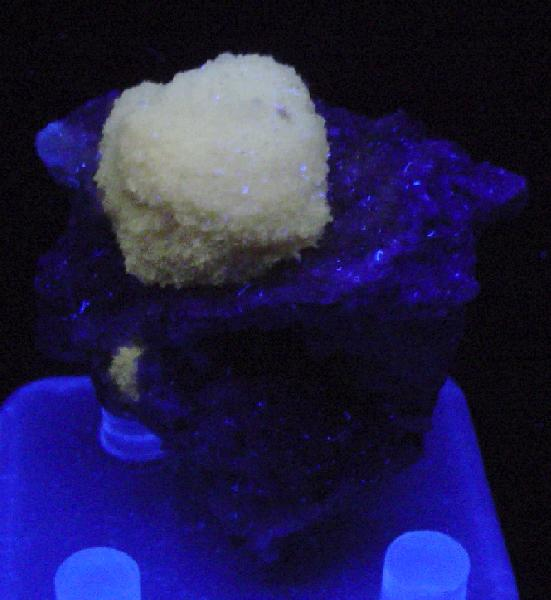
Samma stuff under ultraviolett ljus

## Förekomst
Kända förekomster finns på ett flertal platser i Storbritannien, Kanada, Tyskland, Indien, Mexiko, Ryssland och USA. Mineralet har varierande karaktär för de olika fyndigheterna. I Sverige förekommer strontianit som botryoidala bildningar i Södra Sallerup i Skåne samt på Alnön i Medelpad.

## Användning
Strontianit används för tillverkning av strontiumoxid och strontiumsalter. Den är också ett viktigt råmaterial för utvinning av rent strontium.